# How Brown Saw the Baseball Game
How B Saw the Baseball Game, también conocido como How Jones Saw the Baseball Game, es un cortometraje de comedia muda estadounidense producido en 1907 y distribuido por Lubin Manufacturing Company . La película sigue a un fanático del béisbol, llamado Mr. Brown, que bebe grandes cantidades de alcohol antes de un juego de béisbol y se emborracha tanto que el juego le parece ir en reversa . Durante la producción, se utilizó trucos de fotografía para lograr este efecto.
La película se estrenó en noviembre de 1907. Recibió críticas positivas en una edición de 1908 de The Moving Picture World, una revista de cine, que reportó que la película fue exitosa y "verdaderamente divertida". A 2015, no está claro si ha sobrevivido una copia de la película. Se desconocen las identidades del elenco y el equipo de producción de la película. Los historiadores del cine han notado similitudes entre la trama de How Brown Saw the Baseball Game y la película de comedia dirigida por Edwin S. Porter How the Office Boy Saw the Ball Game estrenada el año anterior.

## Trama
Antes de ir a un partido de béisbol en un estadio cercano, el fanático de los deportes, el Sr. Brown, bebe varios cócteles highball . Llega al estadio de béisbol para ver el juego, pero se ha embriagado tanto que el juego le parece ir en reversa, con los jugadores corriendo las bases en dirección opuesta, y la pelota volando de regreso a la mano del lanzador. Una vez que termina el juego, uno de sus amigos escolta al Sr. Brown a su casa. Cuando llegan a la casa de Brown, se encuentran con su esposa, que se enfurece con el amigo y procede a agredirlo físicamente, creyendo que él es el responsable de la intoxicación severa de su esposo.

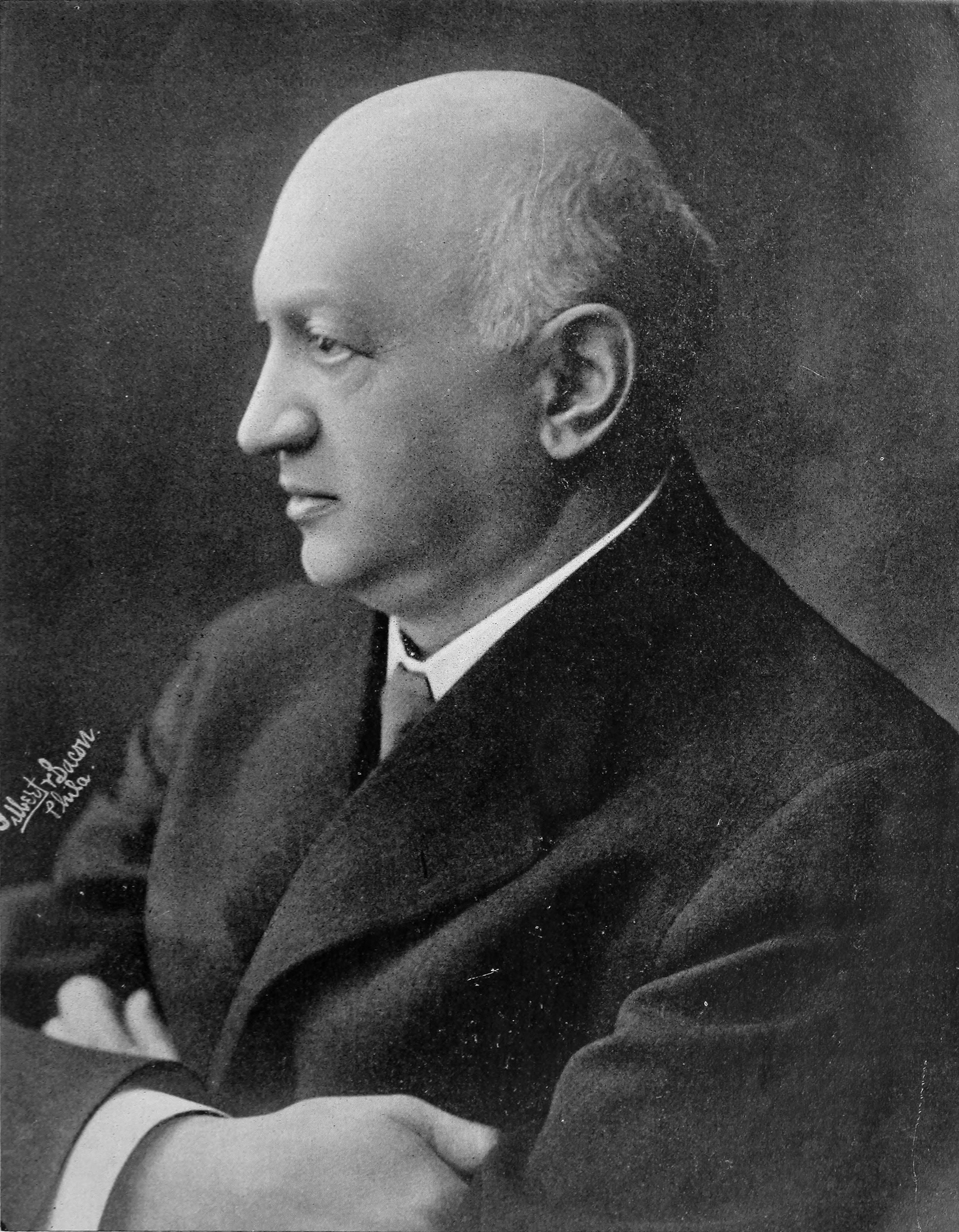
Siegmund Lubin en 1913. Su compañía produjo y distribuyó How Brown Saw the Baseball Game.

Cómo Brown vio el juego de béisbol fue producido por Lubin Manufacturing Company, una compañía fundada por el pionero del cine alemán-estadounidense Siegmund Lubin . Cuando se hizo How Brown Saw the Baseball Game, la compañía creaba y distribuía hasta tres películas por semana. Las identidades del director y elenco de How Brown Saw the Baseball Game no se conocen.
Es una película muda rodada en blanco y negro, y el producto final comprendía 350 pies (106,7 m) de película. Para las escenas que tuvieron lugar en el estadio de béisbol, los realizadores utilizaron una forma de fotografía con trucos para mostrar a los jugadores de béisbol corriendo hacia atrás. Siegmund Lubin presentó los derechos de autor de la película, bajo el título alternativo How Jones Saw the Baseball Game, el 26 de octubre de 1907. 

## Lanzamiento y recepción
How Brown Saw the Baseball Game fue lanzado en los cines por Lubin Manufacturing Company el 16 de noviembre de 1907, y todavía se mostraba hasta agosto de 1908. Durante este tiempo, la película a veces se presentó como parte de un doble largometraje con la película de 1907 Neighbors Who Borrow, un cortometraje de comedia sobre un hombre que presta casi todo lo que posee a sus vecinos hasta que su esposa regresa a casa y lo regaña por hacerlo.
Los anuncios de la película la promocionaron como "muy divertida", y el propio Lubin promocionó la película como una "farsa tremendamente divertida". Recibió una crítica positiva en la edición de junio de 1908 de The Moving Picture World, que describió la película como "verdaderamente divertida" y demostró ser "un verdadero éxito".
Los escritos modernos han sugerido a menudo que How Brown Saw the Baseball Game se produjo como una alternativa de Lubin Manufacturing Company a la comedia dirigida por Edwin S. Porter How the Office Boy Saw the Ball Game, una película lanzada por Edison Studios en 1906 sobre un empleado de oficina que se escabulle de su lugar de trabajo para ver un partido de béisbol y descubre a su empleador en un asiento cercano. Lubin Manufacturing Company era conocida por crear películas similares a las películas de la competencia realizadas por otros estudios. Lubin había creado anteriormente películas que se parecían a los estrenos de Edison Studios, Uncle Tom's Cabin y The Great Train Robbery .
El autor Jack Spears escribió en su libro Hollywood: The Golden Era que How Brown Saw the Baseball Game y How the Office Boy Saw the Ball Game "usaban prácticamente la misma trama"; El artículo de Rob Elderman "The Baseball Film: to 1920" en la revista Base Ball también señala las similitudes de sus tramas.
Para agosto de 2015, no era claro si había sobrevivido una copia de How Brown Saw the Baseball Game, por lo que probablemente se haya convertido en un filme perdido. Si se redescubre una copia, se cinta formaría parte del dominio público.